# Bill Vukovich
Bill Vukovich (Fresno, California, 13 de diciembre de 1918-Indianápolis, Indiana, 30 de mayo de 1955) fue un piloto de carreras yugoslavo-estadounidense. Vukovich fue el ganador de las ediciones 1953 y 1954 del 500 Millas de Indianapolis, válidos por el Campeonato Mundial de Fórmula 1.
Solía ser apodado como "Vuki" y como "El loco ruso" ("The mad russian" en inglés), siendo este último apodo muy molesto para él por el hecho de que su familia era de origen yugoslavo, no ruso. Además de los ya mencionados Grandes Premios de Estados Unidos de 1953 y 1954, Bill ganó el Gran Premio de Turquía de 1948, antes del surgimiento de la Fórmula 1.

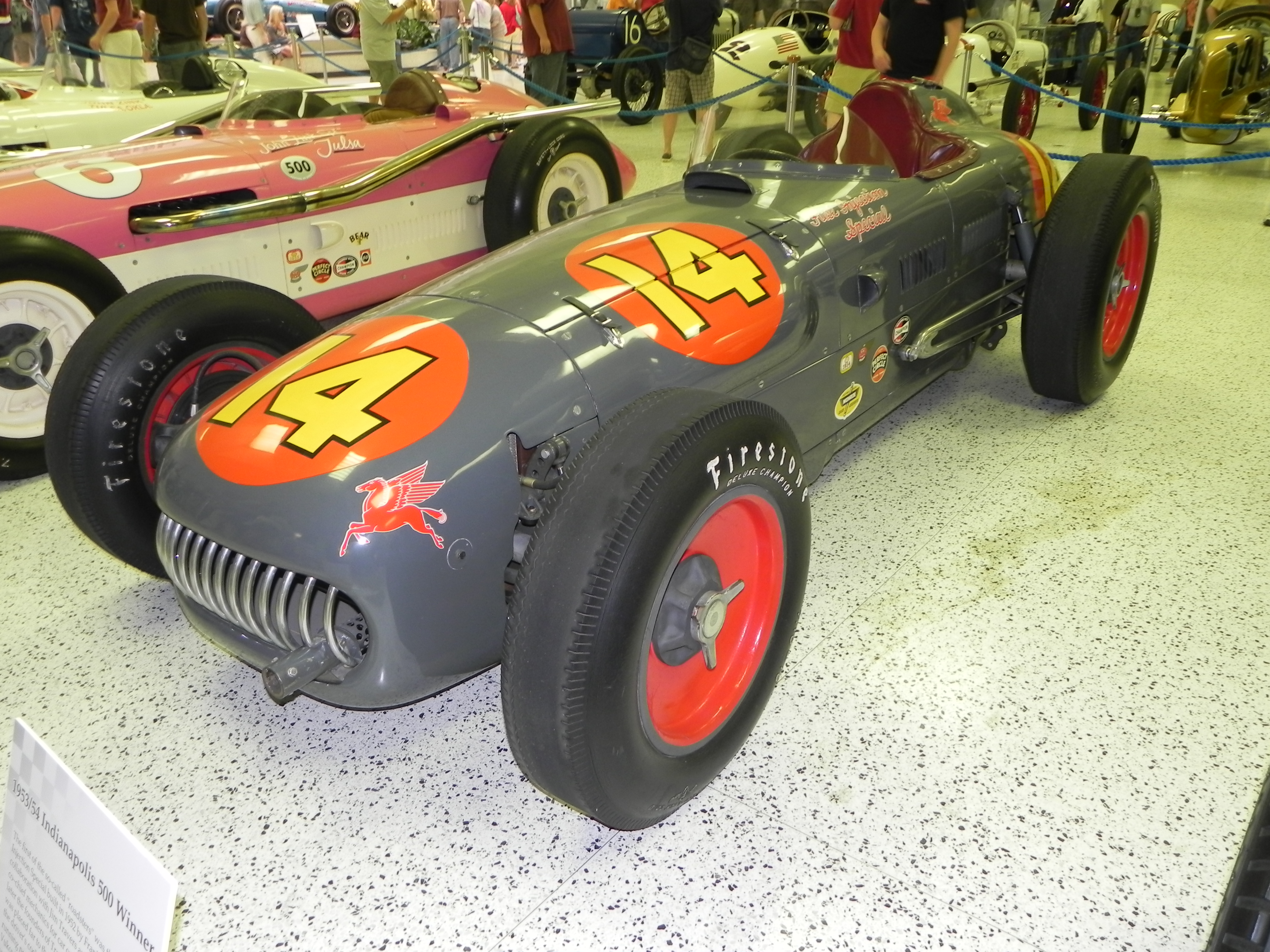
Kurtis Kraft KK500A con el cual Bill ganó las 500 Millas de Indianapolis.

Vukovich murió corriendo las 500 Millas de Indianapolis de 1955 en un accidente en cadena mientras lideraba la carrera en la vuelta 57. En la sesión de prácticas murió también su compatriota Manny Ayulo del equipo Kuzma.

## Resultados

### Fórmula 1
| Año  | Escudería          | 1   | 2      | 3       | 4   | 5   | 6   | 7   | 8   | 9   | Pos. | Puntos |
| ---- | ------------------ | --- | ------ | ------- | --- | --- | --- | --- | --- | --- | ---- | ------ |
| 1950 | I R C              | GBR | MON    | 500 DNQ | SUI | BEL | FRA | ITA |     |     | NC   | 0      |
| 1951 | Central Excavating | SUI | 500 29 | BEL     | FRA | GBR | GER | ITA | ESP |     | NC   | 0      |
| 1952 | Fuel Injection     | SUI | 500 17 | BEL     | FRA | GBR | GER | NED | ITA |     | 22º  | 1      |
| 1953 | Fuel Injection     | ARG | 500 1  | NED     | BEL | FRA | GBR | GER | SUI | ITA | 7º   | 9      |
| 1954 | Fuel Injection     | ARG | 500 1  | BEL     | FRA | GBR | GER | SUI | ITA | ESP | 6º   | 8      |
| 1955 | Hopkins            | ARG | MON    | 500 25  | BEL | NED | GBR | ITA |     |     | 25º  | 1      |